# Staticobium caspicum
Staticobium caspicum är en insektsart. Staticobium caspicum ingår i släktet Staticobium och familjen långrörsbladlöss. Inga underarter finns listade i Catalogue of Life.